# Болеслав II Цешинский
Болеслав (Болько) II Цешинский (пол. Bolesław II cieszyński) (ок. 1428 — 4 октября 1452) — князь цешинский, бытомский, севежский, глогувский и сцинавский (1431—1442), бытомский (1452), младший (четвертый) сын князя Болеслава I Цешинского и его второй жены Евфимии Мазовецкой. Представитель цешинcкой линии династии Силезских Пястов.

## Биография
В мае 1431 года после смерти своего отца, князя Болеслава I Цешинского, Болеслав II вместе с братьями Вацлавом I, Владиславом и Пшемыславом II получил в совместное владение Цешинское, Севежское и половину Бытомского, Глогувского и Сцинавского княжеств. В 1431—1442 годах братья правили только формально, фактически управление всеми княжествами на правах регента занималась их мать Евфимия Мазовецкая (ум. 1447), вдова Болеслав I Цешинского.
29 ноября 1442 года после раздела между братьями отцовского княжества Болеслав, как самый младший из четырех братьев, получил во владение половину города Бельско-Бялы и город Фриштат, продолжая формально именоваться князем цешинским. Только после смерти Евфимии Мазовецкой в 1447 году Болеслав стал самостоятельно править в Фриштате. Его старший брат Пшемыслав владел другой половиной Бельско-Бялы и Скочувом.
Следуя по стопам отца и братьев, Болеслав пытался участвовать в международной политике. В отличие от своего брата Владислава, князя Глогувского, который связал себя с Чешским королевством, Болеслав в основном ориентировался на Польское королевство. В 1443 году князь Болеслав II Цешинский поддержал Польшу в конфликте с Венгрией. В 1449 году он был посредником при переговорах между королём польским Казимиром Ягеллончиком и чешскими дворянами. Хорошим отношениям Болеслава с Польшей не помешала продажа Севежского княжества епископу краковскому Збигневу Олесницкому, что вызвало в Верхней Силезии войну, продолжавшуюся до февраля 1447 года.
В 1452 году Болеслав Цешинский передал своему старшему брату Вацлаву город Бельско-Бялу, а взамен получил от него половину Бытомского княжества. Вскоре после этого, 4 октября того же 1452 года Болеслав Цешинский внезапно скончался.

## Семья
В 1448 году Болеслав II Цешинский женился на литовской княжне Анне Ивановне Бельской (ум. после 1490), дочери князя Ивана Владимировича Бельского и княжны Василисы Гольшанской, племяннице Софьи Гольшанской, четвертой жены польского короля Владислава Ягелло. Свадьба состоялась с одобрения польского короля Казимира Ягеллончика, который в качестве свадебного подарка подарил молодоженам большую сумму — 2 000 флоринов. Супруги имели в браке троих детей:
- Казимир II (1449/1452 — 1528), князь цешинский, глогувский, сцинавский и опавский;
- София (1449/1453-1479), жена с 1473 года Викторина из Подебрад (1443—1500), князя опавского и зембицкого, сына короля Чехии Йиржи из Подебрад;
- Барбара (1449/1453 — 1494/1507), 1-й муж с 1469 года Бальтазар (1410/1415-1472), князь жаганьский, 2-й муж с 1475/1477 года Ян V (+1513), князь заторский.